# Ezequiel Jurado
Ezequiel Jurado (Rosario, 17 de abril de 1973) es un ex–jugador argentino de rugby que se desempeñaba como fullback.

## Selección nacional
Fue convocado a los Pumas por primera vez en abril de 1995 para enfrentar a los Wallabies, por su buen desempeño  en este partido se ganó un lugar en el mundial y la titularidad de su seleccionado. Disputó su último partido en junio de 1999 ante los Dragones rojos. En total jugó 28 partidos y marcó 30 puntos, productos de seis tries.

### Participaciones en Copas del Mundo
Participó del mundial de Sudáfrica 1995 donde jugó como titular todos los partidos.
| Mundial                       | Sede      | Resultado      | PJ | Tries |
| ----------------------------- | --------- | -------------- | -- | ----- |
| Copa Mundial de Rugby de 1995 | Sudáfrica | Fase de grupos | 3  | 0     |

## Palmarés
- Campeón del Torneo Nacional de Clubes de 1997.
- Campeón del Torneo del Interior de 2000 y 2002.
- Campeón del Torneo Regional del Litoral de 2001.